# Mrs. Dalloway
Mrs. Dalloway (títol original en anglès: Mrs Dalloway) és una novel·la de Virginia Woolf publicada el 14 de maig de 1925, que detalla un dia en la vida de Clarissa Dalloway, una dona fictícia de la classe alta en l'Anglaterra de la post-Primera Guerra Mundial. És una de les novel·les més conegudes de Woolf.
Creada a partir de dues històries curtes, "Mrs Dalloway in Bond Street" i la inacabada "The Prime Minister", la novel·la narra els preparatius de Clarissa per a una festa que tindrà lloc aquell vespre i de la qual és l'amfitriona. Amb una perspectiva interior, la història viatja endavant i endarrere en el temps i dins i fora de la ment dels personatges per construir una imatge de la vida de Clarissa i de l'estructura social d'entre guerres. L'octubre de 2005, Mrs Dalloway va ser inclosa en la llista de la revista Time de les 100 millors novel·les de llengua anglesa escrites des de 1923.

## Argument
Clarissa Dalloway fa una volta per Londres al matí i es prepara per acollir una festa aquella nit. El bon dia li recorda la seva joventut al camp a Bourton i li fa preguntar-se per la seva tria de marit; es va casar amb el confiable Richard Dalloway en lloc de l'enigmàtic i exigent Peter Walsh, i "no va tenir l'opció" d'estar amb Sally Seton. Peter reintrodueix aquests conflictes fent una visita aquell matí.
Septimus Warren Smith, veterà de la Primera Guerra Mundial, amb estrès traumàtic diferit, passa el dia al parc amb la seva dona italiana Lucrezia, on Peter Walsh els observa. Septimus té al·lucinacions freqüents i indesxifrables, sobretot pel que fa al seu estimat amic Evans, mort a la guerra. Més tard aquell dia, després que li prescriguin ingrés involuntari en un hospital psiquiàtric, se suïcida saltant per una finestra.
La festa de Clarissa al vespre és un èxit lent. Hi assisteixen la majoria dels personatges que ha conegut al llibre, incloses persones del seu passat. A la festa sent parlar del suïcidi de Septimus i gradualment comença a admirar l'acte d'aquest desconegut, que considera un esforç per preservar la puresa de la felicitat d'aquest.

## Estil

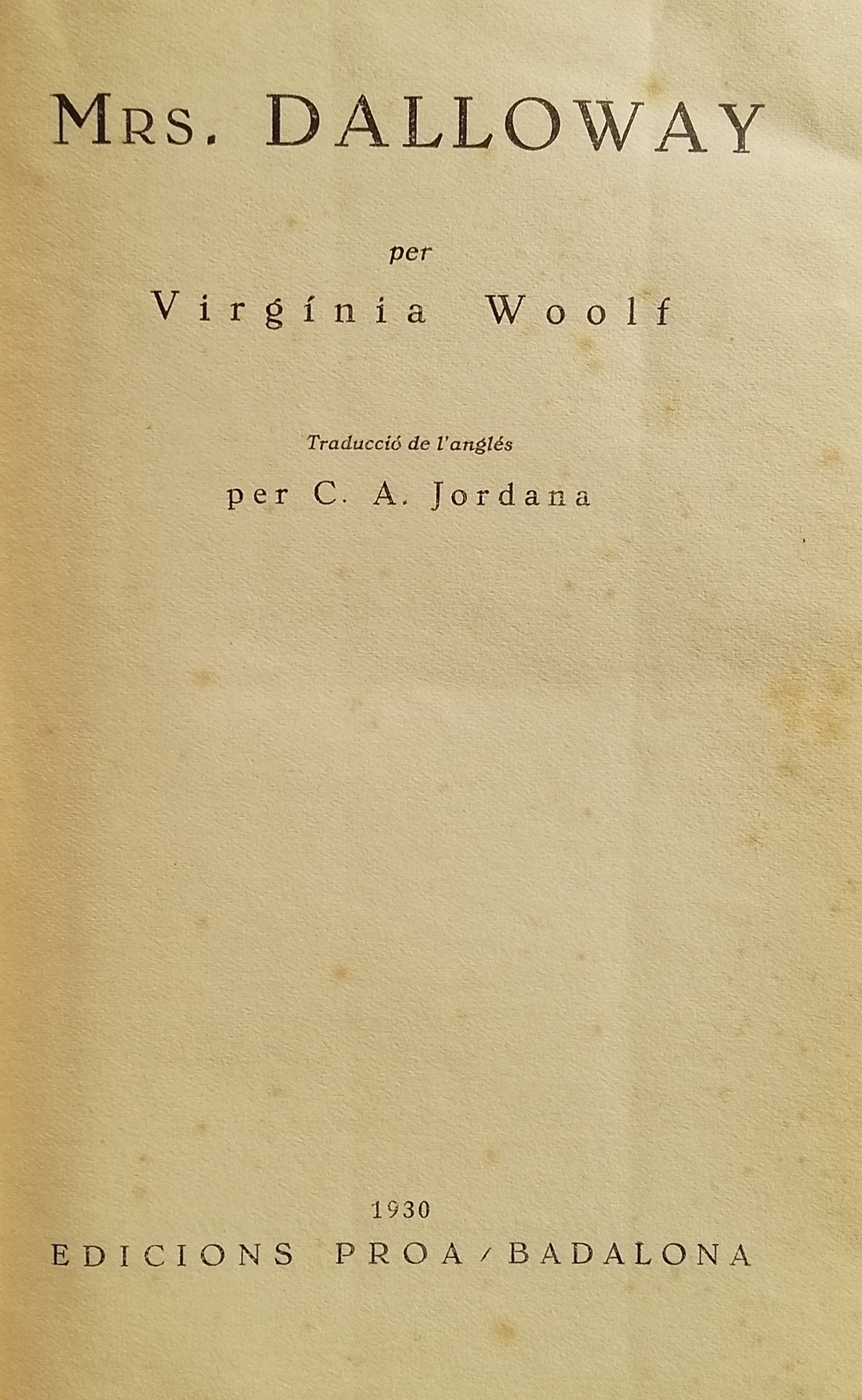
Traducció catalana de Mrs. Dalloway publicada a Badalona per Edicions Proa l'any 1930

A Mrs. Dalloway tota l'acció, a part dels flashbacks, té lloc en un dia a "mitjans de juny" de 1923. És un exemple de narració de la consciència: cada escena fa un seguiment dels pensaments momentanis d'un personatge determinat. Woolf difumina la distinció entre el discurs directe i l'indirecte al llarg de la novel·la, alternant lliurement el seu mode de narració entre la descripció omniscient, el monòleg interior indirecte i el soliloqui. La narració segueix almenys vint personatges d'aquesta manera, però la major part de la novel·la es dedica a Clarissa Dalloway i Septimus Smith.
Woolf va exposar alguns dels seus objectius literaris amb els personatges de Mrs. Dalloway mentre treballava encara en la novel·la. Un any abans de la seva publicació, va pronunciar una conferència a la Universitat de Cambridge anomenada "Personatge en ficció", revisada i retitulada més tard aquell mateix any com "Mr. Bennett and Mrs. Brown".
A causa de similituds estructurals i estilístiques, es considera que Mrs. Dalloway és una resposta a Ulisses de James Joyce, un text que sovint es considera una de les més grans novel·les del segle XX (encara que ella mateixa, tal com va escriure el 1928, va negar qualsevol "mètode" deliberat al llibre, dient que l'estructura es va produir "sense cap instrucció conscient").

## Temes
La novel·la té dues línies narratives principals que inclouen dos personatges diferents (Clarissa Dalloway i Septimus Smith); dins de cada narrativa hi ha un moment i un lloc determinats en el passat al qual els personatges principals segueixen tornant en les seves ments. Per a Clarissa, el "present continu" (frase de Gertrude Stein) de la seva afortunada joventut a Bourton continua incursionant en els seus pensaments aquest dia a Londres. Per a Septimus, el "present continu" del seu temps com a soldat durant la "Gran Guerra" segueix intrusant, especialment en la forma d'Evans, el seu camarada caigut.
L'obra aborda els temes del temps i la vida secular, les malalties mentals, els problemes existencials, el feminisme i la bisexualitat.

## Adaptacions cinematogràfiques
La directora de cinema holandesa Marleen Gorris va fer-ne una versió cinematogràfica el 1997, amb el títol de Mrs. Dalloway. Va ser adaptada per l'actriu britànica Eileen Atkins i va protagonitzada per Vanessa Redgrave; el repartiment va incloure també Natascha McElhone, Lena Headey, Rupert Graves, Michael Kitchen, Alan Cox, Sarah Badel i Katie Carr.
El 2002 se'n va fer una pel·lícula relacionada: Les hores, basada en la novel·la homònima i dirigida de Michael Cunningham. Va ser protagonitzada per Meryl Streep en el paper de l'editora de Nova York Clarissa; Julianne Moore com a Laura, una mestressa de casa de Los Angeles; i Nicole Kidman fent de Virginia Woolf. Les hores tracta d'un sol dia en les vides de tres dones de diferents generacions que es veuen afectades per Mrs. Dalloway: Woolf l'està escrivint, Laura la llegeix i Clarissa la viu.